# باز-سنقر آفریقایی
باز-سنقر آفریقایی (نام علمی: Polyboroides typus) نام یک گونه از سرده بازسنقرها است. طول این پرنده در حدود ۶۰ تا ۶۶ سانتی‌متر است و از گونه سنقر است. این پرنده بیشتر در جنوب صحرای بزرگ آفریقا زاد و ولد می‌کند.